# Pededze
Pededze (estisk: Pedetsi jõgi) er en flod i Letland og Estland. Den er 159 km lang, hvoraf 131 km løber gennem Letland og 26 km gennem Estland. Den løber generelt mod syd. Det er en højre biflod til Aiviekste, kilden til Pededze er søen Kirikumäe i Haanja Uplands i sognet Vastseliina i Võrumaa, Estland. afvandingsområdet til Pededze er 1.690 km2 (1.523,3 km2 i Letland; 119 km2 i Estland)  og den har en gennemsnitlig udledning 12,2 m³/s. Pededze danner sammen med Aiviekste naturlig og historisk grænse mellem Vidzeme og regionen Letgallen.